# Chillicothe (Illinois)
Chillicothe è un comune degli Stati Uniti d'America, situato in Illinois, nella contea di Peoria. Si trova sulle sponde del fiume Illinois.